# Grabócz Márta
Grabócz Márta (Budapest, 1952. október 10.) magyar zenetörténész, zeneesztéta, zenekritikus, a Strasbourg-i Egyetem kutató professzora (professor emerita), a Francia Akadémiai Intézet (Institut Universitaire de France) tiszteletbeli tagja. 2022-től a Magyar Tudományos Akadémia Doktori Tanácsa zenetudományi szakbizottságának tagja. A zenetudományok kandidátusa (1989).
Öt monográfiát és tizenkét szerkesztett kötetet publikált a zenei jelentés (zeneszemiotika), zenei narratológia, főként 19–20. századi (Liszt, Bartók), illetve kortárs szerzők (t. k. Eötvös, Kurtág, Mâche, Manoury, Dusapin) művein demonstrálva újfajta elemzési módszereit. Jelenleg a Strasbourgi egyetem ITI CREAA (Centre de Recherche Interdisciplinaire sur l’Acte Artistique) Musique, mémoire, invariants et neurosciences (Zene, emlékezet, invariánsok és az idegtudományok) elnevezésű csoport vezetője a Mémoires et temporalité (Emlékek/emlékezés és időbeliség) kutatási egységen belül.

## Életpályája
Szülei: Grabócz Miklós (zeneszerző, zenetudós) és Berdó Jolán (keramikus). Testvére Grabócz Gábor festőművész.
1971-1977 között a Liszt Ferenc Zeneművészeti Főiskola hallgatója volt. Tanulmányait a zenetudományi és részben karvezetői tanszakán végezte. 1977-1979 között a Magyar Tudományos Akadémia Zenetudományi Intézetének gyakornoka, 1979-1980 között tudományos munkatársa volt (Zeneelméleti Osztály, Ujfalussy József vezetése alatt).
1981-1982 között Párizsban tanult esztétikát és kortárs zenét. Ez idő alatt doktori tanulmányokat is folytatott (Universités de Paris-I Sorbonne, Paris VIII), ahol Daniel Charles, François-Bernard Mâche, Iannis Xenaxis és Michel Guiomar óráit látogatta. PhD doktori értekezését „Morphologie des œuvres pour piano de F. Liszt. Influence du programme sur l’évolution des formes instrumentales” címmel védte meg a Paris-IV Sorbonne egyetemen Michel Guiomar vezetésével. 
Hazatérve a párizsi IRCAM-ban szerzett kortárs zenei tapasztalatait – Ujfalussy József támogatásával (és részben Maróthy Jánossal) – a Kísérleti zenetudomány c. OTKA kutatócsoport szervezőjeként, felelőseként próbálta kamatoztatni az MTA Zenetudományi Intézet keretén belül 1984-től. 1986-tól a Project International de la Signification musicale (A zenei jelentés nemzetközi kutatási projektje) és tudományos bizottságainak aktív tagja, az International Working Group on Theoretical Semotics (IASS-Magyarország) és a Magyar Szemiotikai Társaság tagja, további 6 tudományos társaság tagja.
Egy „kis IRCAM”, egy komputerzenei stúdió kialakítását kezdeményezte és szervezte meg, ezzel Magyarországon elsőként teremtve meg a komputerzene kutatási, alkotói és oktatási feltételeit. 1986-1989 között a komputerzenei stúdiót vezette és az 1989-ben leállított stúdió felszerelését később a Liszt Ferenc Zeneművészeti Főiskolára helyezték át. Kandidátusi fokozatot a Magyar Tudományos Akadémián szerzett 1989-ben.
Életútja 1990-ben vett váratlan fordulatot, miután Daniel Charles meghívásának köszönhetően, és a Zenetudományi Intézet komputerzenei stúdiójának bezárásakor a Paris VIII egyetemen vendégtanári pozíciót kapott (négy hónap), utána pedig a CIREM ösztöndíjasa volt (1990-91), majd 1991-es kinevezése az Université des Sciences Humaines de Strasbourg-ra eldöntötte pályájának irányát. Ezen az egyetemen tanítva (mint docens, egyetemi tanár, majd 2022-től professor emerita) Grabócz Márta kutatóként is a nemzetközi zenei élet meghatározó alakjává nőtte ki magát. Kutatási területe a zeneesztétika, a kortárs zene, zeneszemiotika és a Liszt-művek.
1992 óta a Strasbourg-i Egyetem professzora. 1993-ban habilitált a párizsi Sorbonne egyetemen (előterjesztette: Costin Miereanu; a bizottsági tagjai: Daniel Charles, Françoise Escal, Michel Guiomar, Michelle Biget és François-Bernard Mâche). Tizenhat meghatározó jelentőségű nemzetközi kongresszus és számos egyéb konferencia szervezése mellett 1997 és 2001 között kezdeményezője és vezetője volt az egyetem Új módszerek a zenetudományban (Méthodes nouvelles en musicologie) elnevezésű kutatócsoportjának. 
2002-től 2010-ig a teljes művészeti kutatócsoport, az ACCRA (Approches contemporaines de la création et de la recherche artistiques (A művészi alkotás és gondolkodás kortársi megközelítései)) vezette, majd 2011-től a LABEX GREAM (Laboratoire d’Excellence Groupe de Recherches Expérimentales sur l’Acte Musical) A zenei cselekvés esztétikai és szemiotikai megközelítései (Approches esthétiques et sémiotiques de l’acte musical) nevű csoport irányítója lett. Emellett számos más közfeladatot is vállalt és vállal mindmáig az MTA Zenetudományi Intézetben – t. k. a Zenetudományi dolgozatok köteteinek vagy a 2013-as Ujfalussy József emlékkötet társszerkesztését.
A ZTI Nemzetközi Tanácsadó Testületének tagjaként 2011– 2019 között bírálóként követte és segítette a Zenetudományi Intézet munkáját, és mindvégig fontosnak tartotta az Intézet kiadványaiban (Zenetudományi dolgozatok, Studia Musicologica) vagy a Magyar Zenetudományi és Zenekritikai Társaság által kiadott Magyar Zenében, valamint a Parlandóban publikálni (200 referált folyóiratban megjelent cikkéből mintegy 70 magyar nyelvű).
2020-ig kétszer öt éven keresztül az Institut Universitaire de France tagja volt, jelenleg tiszteletbeli tagja. 2022-ben a Magyar Tudományos Akadémia külső tagjává választották. Válogatott tanulmányait tartalmazó legutóbbi monográfiája a Rózsavölgyi és Társa kiadónál jelent meg 2023-ban.

## Munkássága
Életművét a zenei narrativitással, a zenei jelentéssel és zenei szemiotikával való folyamatos foglalkozás fogja egybe, amelyen belül egyes szerzőket – Liszt Ferenc, Bartók Béla, Kurtág György, Eötvös Péter, François-Bernard Mâche, Jean-Claude Risset, Kaija Saariaho, Philippe Manoury, Pascal Dusapin – középpontba állító, évtizedeken átívelő kutatásai párhuzamosan fejlődnek és teljesednek ki. Zenei munkásságának középpontjában a zenetudomány új, a kifejezés elemzésére összpontosító módszerei állnak, a humán tudományok (irodalmi narratív szemiotika stb.) hozzájárulásainak felhasználásával. 
Módszerének lényegét 2023-as monográfiájában a következőképp foglalja össze: „Az 1990-es évektől kezdve a zenetudomány újból felfedezi azt az ősi tudást, amely szerint a zene alkotóelemei, egységei kifejezést, bizonyos esetekben pedig jelentést is hordoznak. A mai módszerek egyrészt a 18–19. századi kézikönyvek, traktátusok leírásaihoz nyúlnak vissza, másrészt – a humán tudományok jelenkori fejlődését követve – a jeltudomány (szemiotika), a nyelvészet, a narratológia területéről merítenek ösztönzést. Ezek a közelítésmódok teszik lehetővé, hogy rávilágítsunk az egyes zeneművek kifejezési görbéjére: az euforikus és diszforikus pillanatok váltakozására, a váratlan mozzanatokra. A kifejező típusok használata, az irodalomelemzésből kölcsönzött narratív modellek, valamint az intertextualitás abban segítik az elemzőt, hogy egy adott stíluson belül a jelentettek szerveződésének szabályait feltárja, és így megragadja a konvencionális vagy a kivételes formálásmódokat, a zeneszerző olykor rejtett dramaturgiáját, a zenemű által sugall »megoldást« avagy egy formai célpontot.”

## Díjai, elismerései
- 2010: Szabolcsi Bence-díj (Magyar Kulturális Minisztérium által odaítélt díj)
- 2011: Akadémiai Pálmák rend, lovagi fokozat (Chevalier dans l'Ordre des Palmes Académiques ), adományozza a francia felsőoktatási és kutatásügyi miniszter (MESR, Ministère de l'Enseignement Supérieur et de la Recherche)
- 2017: Francia Köztársaság Becsületrend, lovagi fokozat (Légion d’Honneur, chevalier)
- 2022: Magyar Zenetudományi és Zenekritikai Társaság Kroó György díja (Életműdíj)

## Művei

### Önálló publikációk, monográfiák
- Morphologie des oeuvres pour piano de Liszt. Influence du programme sur l'évolution des formes instrumentales (Budapest, MTA Zenetudományi Intézet, 1986). Átdolgozott 2. kiadás Paris, Kimé, 1996.
- Zene és narrativitás. Írások 18–19. századi és kortárs zeneművekről (Pécs, Jelenkor, 2003). (250 oldal).
- Musique, narrativité, signification (Paris, L’Harmattan, 2009). (= Arts & Sciences de l'Art). (380 oldal).
- Entre naturalisme sonore et synthèse en temps réel : images et expression dans la musique contemporaine (Paris, Editions des Archives Contemporaines, 2013). (= https://eac.ac/). (300 oldal).
- Zenei jelentés és narratív stratégiák 18–20. századi zeneművekben. Mozart, Beethoven, Liszt, Bartók, Kurtág, Dusapin, Eötvös, Mâche (Budapest, Rózsavölgyi és Társa, 2023 (= Musica Scientia)). (424 oldal).

### Szerkesztett tanulmánykötetek
- Les Modèles dans l’art. Musique, peinture, cinéma (Strasbourg, Presses Universitaires de Strasbourg, 1997). (230 oldal).
- Méthodes nouvelles musiques nouvelles. Musicologie et création. (Strasbourg, Presses Universitaires de Strasbourg, 2000). (320 oldal).
- Sens et signification en musique (Paris, Hermann, 2007). (300 oldal).
- Jean-Paul Olive-val közös szerk.: Gestes, fragments et timbres: La musique de György Kurtág. Actes du colloque „ Kurtág” de 2006 (Paris, L’Harmattan, 2009). (300 oldal).
- Les opéras de Peter Eötvös entre Orient et Occident (Paris, Editions des Archives Contemporaines, 2013). (= https://eac.ac/). (200 oldal).
- Geneviève Mathon-nal közös szerk.: Des temporalités multiples aux bruissements du silence. Daniel Charles in memoriam (Paris, Hermann, 2013). (440 oldal).
- Berlász Melindával közös szerk.: Tanulmánykötet Ujfalussy József emlékére. Tanulmányok, emlékírások, hommage-ok (Budapest, Magyar Tudományos Akadémia–Liszt Ferenc Zeneművészeti Egyetem–MTA Bölcsészettudományi Kutatóközpont–L'Harmattan, 2013). (500 oldal).
- Les grands topoï du XIXe siècle et la musique de F. Liszt (Paris, Hermann, 2018). (430 oldal).
- G. Mathon-nal közös szerk.: François-Bernard Mâche: Le compositeur et le savant face à l’univers sonore (Paris, Hermann, 2018). (430 oldal + DVD).
- Modèles naturels et scénarios imaginaires dans les œuvres de P. Eötvös, F. -B. Mâche et J.-C. Risset (Paris, Hermann, 2020).
- A. Oviedo és J-P. Olive-val közös szerk.: La musique de György Kurtág: les œuvres et leurs interprétations (sous la direction de M. Grabócz) (Paris, L’Harmattan, 2021). (185 oldal).
- Narratologie musicale. Topiques, théories, et stratégies analytiques. Recueil de 23 articles fondamentaux d’auteurs internationaux (traduits en français) (Paris, Hermann, 2021). (580 oldal).

### Kortárs zeneszerzők írásainak kiadása Grabócz Márta kezdeményezésével és a Francia Egyetemi Intézet [Institut Universitaire de France és ACCRA] támogatásával
- François-Bernard Mâche: Cent opus et leurs échos (Paris, L’Harmattan, 2012).
- Jean-Claude Risset: Composer le son. Repères d’une exploration du monde sonore numérique, Écrits, Volume 1 (Paris, Hermann, 2014).
- Jean-Claude Risset: Le numérique, un nouvel artisanat pour la création musicale, Volume 2 (Paris, Hermann –GREAM (Recherches Expérimentales sur l’Acte Musical), 2018).
- F.-B. Mâche: Le Sonore et l’universel. Ecrits au tournant du XXIe siècle (Paris, Editions des Archives Contemporaines, 2018). (= https://eac.ac/). (400 oldal).
- J.-C. Risset: Ecrits, Timbre, perception, virtualité. Le compositeur face à la recherche./ Timbre, Perception, Virtuality. Volume 3 (Paris, Hermann, 2020). (570 oldal).